# Новосафарово (Чишминский район)
Новосафарово (баш. Яңы Сафар) — деревня в Чишминском районе Республики Башкортостан Российской Федерации. Входит в состав Чишминского сельсовета.

## География

### Географическое положение
Расстояние до:
- районного центра (Чишмы): 6 км,
- центра сельсовета (Чишмы): 5 км,
- ближайшей ж/д станции (Чишмы): 6 км.

## Население
| 2002 | 2009 | 2010 |
| ---- | ---- | ---- |
| 162  | ↗167 | ↗172 |

Национальный состав
Согласно переписи 2002 года, преобладающая национальность — татары (82 %).